# مايكروسوفت إس كيو إل سيرفر
مايكروسوفت إس كيو إل سيرفر (بالإنجليزية: Microsoft SQL Server) هو برنامج لقواعد البيانات العلائقية من إنتاج مايكروسوفت، لغة الاستعلام الرئيسية فيه هي إس كيو إل وتي-سكيول.

## النسخ التي أنتجت من مايكروسوفت إس كيو إل سيرفر
- SQL Server 6.5.
- SQL Server 7.
- SQL Server 2000.
- SQL Server 2005.
- SQL Server 2008.
- SQL Server 2012.
- SQL Server 2013.
- SQL Server 2014.
- SQL Server 2017.
- SQL Server 2018.
- SQL Server 2019.

## وصلات خارجية
- الموقع الرسمي